# فرانك لوميس
فرانك لوميس (بالإنجليزية: Frank Loomis)‏ هو منافس ألعاب قوى أمريكي، ولد في 22 أغسطس 1896 في سانت بول في الولايات المتحدة، وتوفي في 4 أبريل 1971 في نيو بورت ريتشي في الولايات المتحدة.

## وصلات خارجية
- فرانك لوميس على موقع اللجنة الأولمبية الدولية (الإنجليزية)
- فرانك لوميس على موقع أوليمبيديا (الإنجليزية)